# Consejo insular
Un consejo insular (en catalán: consell insular) es una institución propia de autogobierno en el archipiélago balear (islas de Mallorca, Menorca, Ibiza y Formentera). La isla de Cabrera no posee consejo insular propio, ya que pertenece administrativamente al ayuntamiento de Palma.
Sus miembros son elegidos por sufragio universal directo de los ciudadanos de cada isla.
Según el artículo 66 del Estatuto de Autonomía de las Islas Baleares, el presidente del Consejo Insular es elegido por el pleno entre sus miembros.
Puede cambiar mediante una moción de censura posterior. Los consejos insulares abarcan diversas competencias establecidas en el Estatuto de Autonomía de Baleares de 1983.

## Historia

### Antecedentes medievales
Desde poco después de la conquista del archipiélago balear por la Corona de Aragón, cada isla disfrutó de un órgano propio de autogobierno inicialmente llamado universidad, que con el tiempo evolucionaría hacia el Gran y General Consejo de Mallorca, el Consejo General de Menorca y el Consejo General de Ibiza. Estas formas de organización política perduraron hasta la aprobación del Decreto de Nueva Planta de 1715, que las sustituyó por la Audiencia de Palma de Mallorca. A partir de 1833, esta se convirtió en la Diputación Provincial de Baleares.

### sigloXX
A diferencia de las Canarias (que cuenta con cabildos insulares desde 1912), las Islas Baleares no tuvieron órganos de administración local propios hasta mediados del siglo XX. Esta posibilidad venía reconocida en el artículo 10.4 de la Constitución de la República Española de 1931, y se reflejaba en el anteproyecto de Estatuto de Autonomía de las Islas Baleares de 1931, pero la guerra civil española de 1936 y el posterior régimen dictatorial impidieron que se creasen.
La Ley de Bases de Régimen Local de 21 de noviembre de 1975 previó en su base 19.3 que en el plazo máximo de un año el Gobierno, a propuesta de la Diputación Provincial y previa audiencia a los municipios, estableciera para Baleares una organización adecuada a su carácter insular, pero todo esto no llegó a ninguna parte por la proximidad de las primeras elecciones democráticas el 15 de junio de 1977.

### Época actual
Tal y como hoy los conocemos, los consejos insulares son instituciones recientes, que nacieron impulsadas desde la isla de Menorca como una solución para evitar la concentración de poder en Mallorca, la isla más grande y poblada del archipiélago balear. por el Real Decreto-ley de 13 de junio de 1978, que instauró la preautonomía balear, y por la Ley de elecciones locales de 17 de julio de 1978, que configuraron un sistema con tres consejos insulares (Mallorca, Menorca e Ibiza-Formentera) y un Consejo General Interinsular como órgano de coordinación entre ellos (del que luego se originaría el actual Gobierno de las Islas Baleares, que lo reemplazó en 1983).
Posteriormente se incorporaron en el artículo 141.4 de la Constitución española de 1978 y en el artículo 41.3 de la Ley de Bases de Régimen Local. El Estatuto de Autonomía de 1983 les dedicó el capítulo IV de su título III, en desarrollo del cual se aprobó la Ley 5/1989, de 23 de abril, de consejos insulares. Esta sería sustituida más tarde por la vigente Ley 8/2000, de 27 de octubre.
En el año 2007 dos hechos marcan una nueva etapa en la historia de los consejos insulares. Por un lado, la reforma del Estatuto de Autonomía, que les otorga nuevas competencias y la capacidad de elaborar reglamentos, y que dispone que sus miembros sean elegidos en elecciones separadas a las del Parlamento autonómico. Y por otro, la creación del nuevo Consejo Insular de Formentera, segregado del de Ibiza.

## Regulación
Los consejos insulares se rigen por lo establecido en el Estatuto de Autonomía de las Islas Baleares (capítulo IV del título IV: artículos 61 a 74), desarrollado en este punto por la Ley 8/2000, de 27 de octubre, de consejos insulares. Su régimen de financiación está regulado en la Ley 2/2002, de 3 de abril, de sistema de financiación definitivo de los consejos insulares.
Igualmente, cada consejo insular ha dictado un reglamento orgánico propio en el que se definen los órganos que los integran y las funciones que desarrollan.

## Naturaleza jurídica
La concreta naturaleza jurídica de los consejos insulares han sido objeto de diversas controversias doctrinales, especialmente durante la vigencia de la Estatuto de Autonomía. Así, un sector los ha considerado entes locales y además instituciones de la comunidad autónoma sin perder la primera condición, mientras que otro ha defendido que tienen una doble naturaleza como órganos de gobierno de una entidad local y simultáneamente órganos autonómicos. En cambio, la jurisprudencia, tanto de la Sala de lo Contencioso Administrativo del Tribunal Superior de Justicia de las Islas Baleares como del Tribunal Supremo, siempre se ha decantado por la tesis de la doble naturaleza.

## Organización
En cada consejo insular hay necesariamente un pleno, un presidente y un consejo ejecutivo (este último no es obligatorio en el caso del Consejo Insular de Formentera), además de todos los demás órganos complementarios que cada consejo pueda crear en su reglamento orgánico. Así, por ejemplo, las competencias de urbanismo y ordenación del territorio se ejercen mediante comisiones insulares de urbanismo y ordenación del territorio.

## Competencias
Los consejos insulares ejercen cuatro diferentes tipos de competencias: 
- Las que tengan atribuidas por la legislación estatal, es decir, las mismas que corresponden a las diputaciones provinciales.
- Las que tienen reconocidas como propias en el artículo 70 del Estatuto de Autonomía, que incluyen la potestad de dictar reglamentos sobre estas materias.
- Las que se transfieran o deleguen por parte de la comunidad autónoma, detalladas en el artículo 71 del Estatuto de Autonomía. Respecto a estas materias, sin embargo, sólo ejercen la función ejecutiva y la gestión.
- Todas aquellas otras que puntualmente recogen las distintas normativas sectoriales.

Concretamente, las competencias propias de los consejos insulares (art. 70 del Estatuto) son: 
1. Urbanismo y habitabilidad.
2. Régimen local.
3. Información turística. Ordenación y promoción turística.
4. Servicios sociales y asistencia social. Desarrollo comunitario e integración. Política de protección y atención a personas dependientes. Complementos de la seguridad social no contributiva. Voluntariado social. Políticas de atención a las personas ya los colectivos en situación de pobreza o necesidad social.
5. Inspección técnica de vehículos.
6. Patrimonio monumental, cultural, histórico, artístico, arquitectónico, arqueológico y paisajístico en su ámbito territorial, y depósito legal de libros.
7. Actividades clasificadas. Parques acuáticos. Infracciones y sanciones.
8. Tutela, acogimiento y adopción de menores.
9. Deporte y ocio. Fomento y promoción de las actividades deportivas y de ocio.
10. Transportes terrestres.
11. Espectáculos públicos y actividades recreativas.
12. Agricultura, ganadería y pesca. Calidad, trazabilidad y condiciones de los productos agrícolas y ganaderos y de los productos alimenticios que se derivan.
13. Ordenación del territorio, incluyendo el litoral.
14. Artesanía. Fomento de la competitividad, la capacitación y el desarrollo de las empresas artesanas. Promoción de productos artesanos. Creación de canales de comercialización.
15. Carreteras y caminos.
16. Juventud. Diseño y aplicación de políticas, planes y programas destinados a la juventud.
17. Caza. Regulación, vigilancia y aprovechamiento de los recursos cinegéticos.
18. Cultura. Actividades artísticas y culturales. Fomento y difusión de la creación y producción teatral, musical, cinematográfica y audiovisual, literaria, de danza y de artes combinadas. Promoción y animación sociocultural.
19. Museos y archivos y bibliotecas de titularidad autonómica, en su ámbito territorial. Conservatorios de música, servicios de bellas artes, hemerotecas e instituciones similares, de ámbito insular.
20. Políticas de género. Conciliación de la vida familiar y laboral. Instituto de la Mujer.

Como se ve, las competencias de los consejos insulares son más extensas que las de una diputación provincial, y más parecidas a las de una comunidad autónoma. Se trata de un régimen muy cercano a los territorios históricos del País Vasco, si bien sin la autonomía financiera propia de estos.

## Lista de consejos insulares
| Consejo insular               | Isla(s)          | Presidencia | Presidencia              | Partido(s) en el Gobierno | Composición |
| ----------------------------- | ---------------- | ----------- | ------------------------ | ------------------------- | ----------- |
| Consejo Insular de Mallorca   | Mallorca Cabrera |             | Llorenç Galmés (PP)      | PP Vox                    |             |
| Consejo Insular de Menorca    | Menorca          |             | Dolfo Vilafranca (PP)    | PP Vox                    |             |
| Consejo Insular de Ibiza      | Ibiza            |             | Vicente Marí Torres (PP) | PP                        |             |
| Consejo Insular de Formentera | Formentera       |             | Óscar Portas (Sa Unió)   | Sa Unió                   |             |

Presidencias de los consejos insulares:
| 3  | 1       |
| PP | Sa Unió |

| \| Partidos políticos en los gobiernos de los consejos insulares:[cita requerida] \| Partidos políticos en los gobiernos de los consejos insulares:[cita requerida] \| Partidos políticos en los gobiernos de los consejos insulares:[cita requerida] \| Partidos políticos en los gobiernos de los consejos insulares:[cita requerida] \| Partidos políticos en los gobiernos de los consejos insulares:[cita requerida] \| \| ------------------------------------------------------------------------------ \| ------------------------------------------------------------------------------ \| ------------------------------------------------------------------------------ \| ------------------------------------------------------------------------------ \| ------------------------------------------------------------------------------ \| \| \| \| \| \| \| \| PP \| PP \| \| 75 % \| 75 % \| \| Vox \| Vox \| \| 50 % \| 50 % \| \| Sa Unió \| Sa Unió \| \| 25 % \| 25 % \| |         |  |      |      |
| Partidos políticos en los gobiernos de los consejos insulares:[cita requerida] |         |  |      |      |
| |         |  |      |      |
| PP | PP      |  | 75 % | 75 % |
| Vox | Vox     |  | 50 % | 50 % |
| Sa Unió | Sa Unió |  | 25 % | 25 % |

## Partidos en los consejos insulares
| Partidos     | Escaños totales | Escaños en Mallorca | Escaños en Menorca | Escaños en Ibiza | Escaños en Formentera |
| ------------ | --------------- | ------------------- | ------------------ | ---------------- | --------------------- |
| PPIB         | 27/76           | 13/33               | 6/13               | 8/13             | 0/17                  |
| PSIB-PSOE    | 19/76           | 9/33                | 4/13               | 3/13             | 3/17                  |
| Sa Unió      | 9/76            | 0/33                | 0/13               | 0/13             | 9/17                  |
| Vox          | 7/76            | 5/33                | 1/13               | 1/13             | 0/17                  |
| GxF          | 5/76            | 0/33                | 0/13               | 0/13             | 5/17                  |
| MÉS          | 4/76            | 4/33                | 0/13               | 0/13             | 0/17                  |
| El Pi        | 2/76            | 2/33                | 0/13               | 0/13             | 0/17                  |
| MxMe         | 2/76            | 0/33                | 2/13               | 0/13             | 0/17                  |
| EUIB-Podemos | 1/76            | 0/33                | 0/13               | 1/13             | 0/17                  |

## Otros datos
- De manera análoga, en Canarias el órgano de gobierno insular se denomina «cabildo insular».